# Johnny Whitworth
Jonathan Lance 'Johnny' Whitworth (Charleston (South Carolina), 31 oktober 1975) is een Amerikaans acteur en filmproducent.

## Biografie
Whitworth werd geboren en groeide op in Charleston (South Carolina), na de scheiding van zijn ouders besloot hij bij zijn vader te gaan wonen in Plano (Texas). Later verhuisde hij naar Los Angeles om bij zijn moeder te gaan wonen en startte daar op achttienjarige leeftijd zijn acteercarrière. 
Whitworth begon in 1994 met acteren in de televisieserie Party of Five, waarna hij nog meerdere rollen speelde in televisieseries en films. Zo speelde hij de hoofdrol in de film Ghost Rider: Spirit of Vengeance, en speelde een terugkerende rol in de televisieserie CSI: Miami. 

## Filmografie

### Films
Uitgezonderd korte films.
- 2024 The A-Frame - als Sam
- 2021 The Darkness of the Road - als klerk
- 2020 Still Here - als Christian Baker
- 2015 Bad Hurt - als Kent Kendall
- 2013 Zephyr Springs - als David James
- 2012 Outlaw Country - als Ajax
- 2011 Ghost Rider: Spirit of Vengeance - als Ray Carrigan
- 2011 Valley of the Sun - als Andy Taggert / Vick Velour
- 2011 Limitless - als Vernon
- 2010 Locked In - als Nathan
- 2009 The Things We Carry - als Jeremiah
- 2009 Gamer - als Scotch
- 2008 Reach for Me - als Kevin
- 2008 Pathology - als Griffin Cavenaugh
- 2007 10 to Yuma - als Darden
- 2006 Factory Girl - als Silver George
- 2003 Wuthering Heights - als Hendrix
- 2002 Kiss the Bride - als Marty Weinberg
- 2002 A.K.A. Birdseye - als Trent Doone
- 2002 The Anarchist Cookbook - als Sweeney
- 2001 Valentine - als Max Raimi
- 2000 Shadow Hours - als Tron
- 1999 Me and Will - als Fred
- 1999 Out in Fifty - als Whitey
- 1998 Hell's Kitchen - als Patty
- 1998 Can't Hardly Wait - als kauwgomjongen
- 1998 In God's Hands - als hoofdzanger
- 1997 The Rainmaker - als Donny Ray Black
- 1996 Somebody Is Waiting - als Leon
- 1995 Empire Records - als A.J.
- 1995 Bye Bye Love - als Max Cooper

### Televisieseries
Uitgezonderd eenmalige gastrollen.
- 2015-2020 Blindspot - als Marcos - 7 afl.
- 2014-2015 The 100 - als Cage Wallace - 10 afl.
- 2006-2010 CSI: Miami - als agent Jake Berkeley - 12 afl.
- 1994 Party of Five - als P.K. Strickler - 2 afl.

### Filmproducent
- 2020 Still Here - film
- 2016 Inwards - korte film
- 2013 Zephyr Springs - film
- 2011 Valley of the Sun - film

- Library of Congress Control Number: no2005101334
- Virtual International Authority File: 26804468
- WorldCat: E39PBJtMqRWprCC33CqyKxVgrq